# Jardín de gente
«Jardín de gente» es una canción compuesta en 1995 por el músico argentino Luis Alberto Spinetta, interpretada por la banda Spinetta y los Socios del Desierto en el álbum homónimo (CD2) de 1997, primero de la banda y 25º en el que tiene participación decisiva Spinetta. La revista Rolling Stone la incluyó en su lista de las cien canciones más importantes de Spinetta con el número #42.
Spinetta y los Socios del Desierto fue un trío integrado por Marcelo Torres (bajo), Daniel Wirtz (batería) y Luis Alberto Spinetta (guitarra y voz). Esta grabación cuenta con la participación de Claudio Cardone en teclados.

## Contexto
El tema pertenece al álbum doble Spinetta y los Socios del Desierto, el primero de los cuatro álbumes de la banda homónima, integrada por Luis Alberto Spinetta (voz y guitarra), Marcelo Torres (bajo) y Daniel Wirtz (batería). El trío había sido formada en 1994 a iniciativa de Spinetta, con el fin de volver a sus raíces roqueras, con una banda de garaje. Los Socios ganaron una amplia popularidad, realizando conciertos multitudinarios en Argentina y Chile.
El álbum doble Spinetta y los Socios del Desierto ha sido considerado como una "cumbre" de la última etapa creativa de Luis Alberto Spinetta. El álbum fue grabado en 1995, pero recién pudo ser editado en 1997, debido a la negativa de las principales compañías discográficas, a aceptar las condiciones artísticas y económicas que exigía Spinetta, lo que lo llevó a una fuerte confrontación pública con las mismas y algunos medios de prensa.
El disco coincide con un momento del mundo caracterizado por el auge de la globalización y las atrocidades de la Guerra de Bosnia -sobre la cual el álbum incluye un tema-. En Argentina coincide con un momento de profundo cambio social, con la aparición de la desocupación de masas -luego de más de medio siglo sin conocer el fenómeno, la criminalidad -casi inexistente hasta ese momento-, la desaparición de la famosa clase media argentina y la aparición de una sociedad fracturada, con un enorme sector precario y marginado, que fue la contracara del pequeño sector beneficiado que se autodenominó como los "ricos y famosos".

## El tema
Es el quinto track del Disco 2 del álbum doble. Se trata de un tema delicado, con una melodía propia del estilo spinetteano, en la línea de fusión que caracterizó a Invisible, particularmente en el álbum El jardín de los presentes, compuesto por Spinetta durante el primer año de la dictadura cívico-militar que implantó un régimen de terrorismo de Estado en Argentina.
La métrica de la canción está muy influida por el acento rítmico (cambio de sílaba del acento) en la palabra "jardín", acentuada en la "a" como palabra grave ("járdin"). Este tipo de licencia poética ha sido característica de las composiciones de Spinetta, como el caso de "Plegaria para un niño dormido", acentuado la palabra "plegaria" como aguda ("plegariá").
En la letra Spinetta le habla a alguien en tono de amonestación. Le pregunta cómo hará para cuidar y para aliviar el dolor de este jardín de gente. Lo cuestiona por creer que podría utilizar el dinero para evitar el jardín de gente. Lo desprecia diciendo ya se hartó de comer frutos y peces y panes, sin obtener nada de ello. Y le vuelve a preguntar qué hará cuando se coma su propia flor. La canción finaliza con una frase susurrada: "el collage de la depredación humana".

Alguien debió conservar
y cuidar con amor este jardín de gente
eso es lo que nunca será.

Estás ciego al creer
que podrás evitar este jardín de gente
con dinero no se inventa el amor, no.

Y ya no sé
si es que amanece
o veo el cielo como
un gran collage...

El collage de la depredación humana
"Jardín de gente" (fragmento)

Se trata de una de las canciones destacadas del cancionero spinetteano. La revista Rolling Stone la incluyó en su lista de las cien canciones más importantes de Spinetta con el número #42. La expresión del título, "jardín de gente", se constituyó en una de sus metáforas más citadas, al punto que el sitio web más importante dedicado a Spinetta lleva precisamente el nombre de Jardín de Gente. Otras dos importantes expresiones metafóricas de Spinetta utilizan las mismas palabras: "el jardín de los presentes", correspondiente al álbum de Invisible de 1976, y "años de gente", canción que integra el álbum La la la.
En el libro de conversaciones mantenidas con Juan Carlos Diez, Martropía, el propio Spinetta se explayó largamente sobre la importancia y el impacto de la "depredación humana" en sus canciones:

Es una cosa tan ominosa e impune la depredación entre los seres humanos, que cuando se trata de animales este crimen luce inocente. Entonces, inmediatamente les atribuimos nuestra maldad para convencernos y verificar cómo lo hacen. En el caso de ese tipo de animales que trituran a los otros y después se los tragan enteros para no desperdiciar nada, se acentúa aún más el efecto de la voracidad ancestral y de un momento límite de la vida. Por ejemplo, al observar el abuso de poder cometido contra los pueblos infinitas veces a lo largo de la Historia, el hombre, casi como careciendo de inocencia, debe verse a sí mismo como “el gran devorador” y el producto de una lucha de fuerzas. Las fuerzas de la luz o de la muerte.
Luis Alberto Spinetta

Gabriel Lisi, webmaster del sitio Jardín de Gente, ha hecho notar la oposición de la figura del "jardín de gente", con el "desierto" al que se refiere el nombre de la banda y título del álbum, palabra elegida por Spinetta para definir los años '90. Lisi dice lo siguiente sobre el tema, el álbum y su contexto histórico:

El mensaje es unívoco, la crítica al consumo, la frivolidad, al poder, las guerras y las miserias humanas, adquieren una crudeza nunca antes vísta en sus canciones. Ese mensaje indignado (enojado por momentos, irónico por otros) no carece de belleza. "Jardín de gente" es una delicadísima proclama que reafirma lo antedicho. Por el contrario Spinetta exalta la belleza como contravalor, como ética de vida y como antídoto frente a la sequedad de espíritu, frente a la debacle cultural y moral de nuestro país y nuestro tiempo. En otras palabras; ante la desolación desértica. Dicha bajada de línea o construcción moral ha subsistido en etapas posteriores: "El enemigo", "La verdad de las grullas", "Agua de la miseria", "Atado a tu frontera" y "BolsoDios" son excelentes muestras de ello. Por último, si observan detenidamente la edición gráfica de "Spinetta y los Socios" y "San Cristóforo" verán sugerentes signos del evidente malestar ante el entorno de un desierto sin jardines.